# St. Ägidius (Grafing)

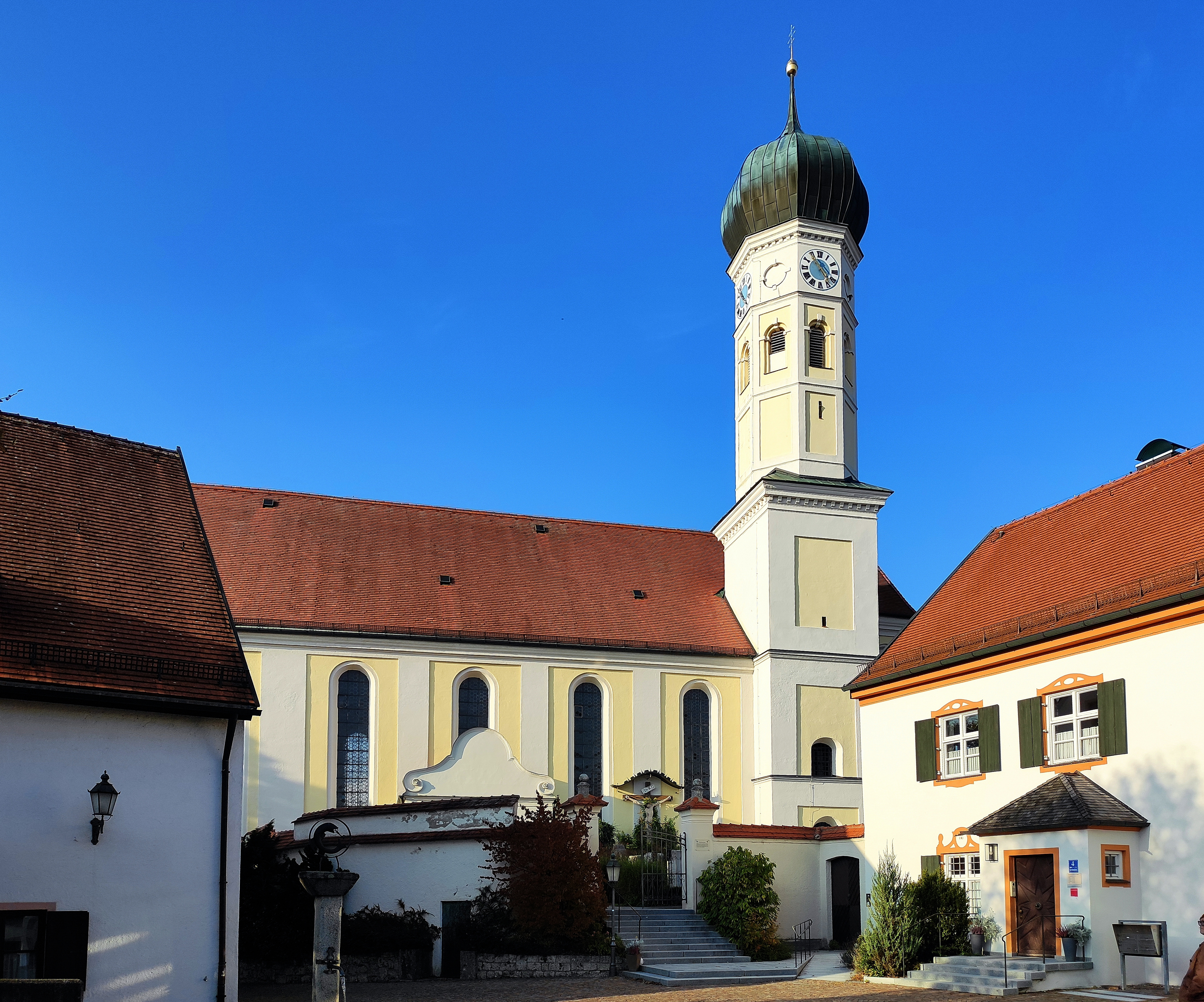
Pfarrkirche St. Ägidius

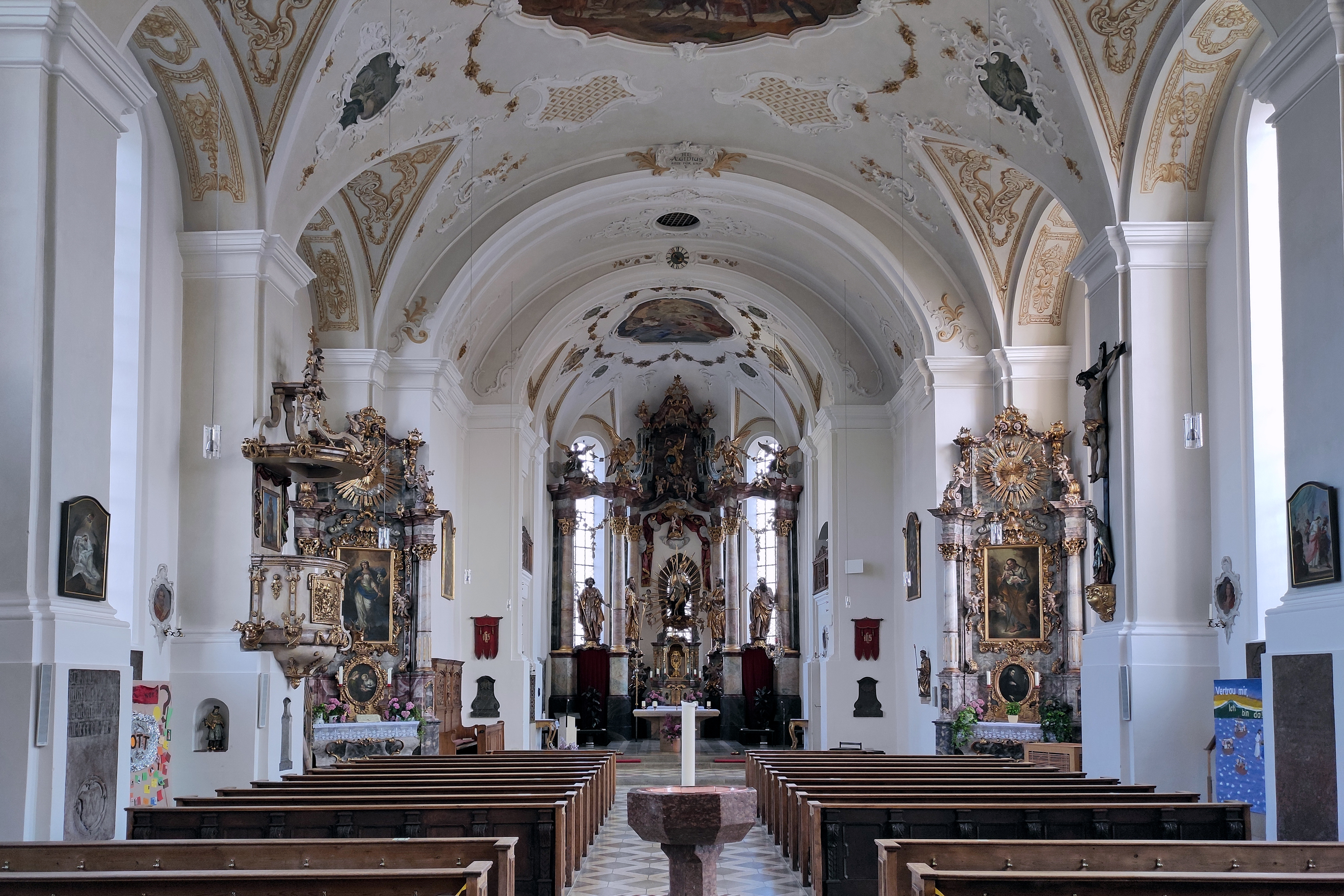
Innenansicht

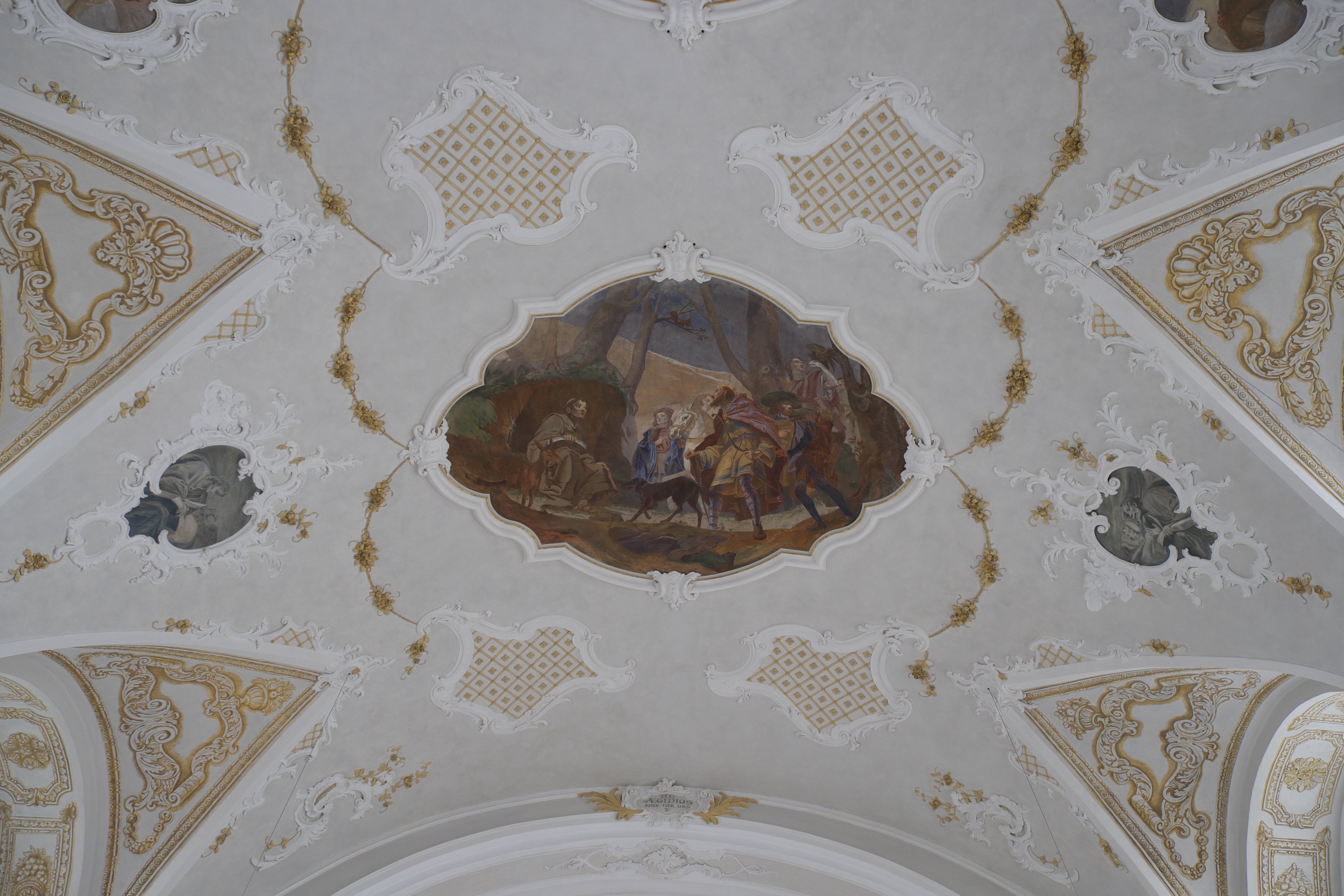
Stuckdekor und Deckenfresko

Die katholische Pfarrkirche St. Ägidius in Öxing, einem Stadtteil von Grafing bei München im oberbayerischen Landkreis Ebersberg, wurde im 17. Jahrhundert auf den Grundmauern einer gotischen Vorgängerkirche errichtet. Im Chor haben sich Reste gotischer Fresken erhalten. Die Kirche ist dem heiligen Ägidius geweiht. Das Gebäude gehört zu den geschützten Baudenkmälern in Bayern.

## Geschichte
Eine erste Kirche bestand vermutlich bereits im 9. Jahrhundert, wie aus einer Urkunde anlässlich eines Aufenthalts des Bischofs Hitto von Freising in der heute in Grafing aufgegangenen Siedlung Öxing im Jahr 813 hervorgeht. Von dieser Kirche ist nichts erhalten geblieben. Im 11. Jahrhundert wurde ein romanischer Kirchenbau errichtet, auf den noch die Fundamente eines Turmes unter dem heutigen Südportal zurückgehen. Die um 1500 beachtlich vergrößerte Kirche wurde im spätgotischen Stil errichtet. Sie war für damalige Verhältnisse sehr imposant: 22,6 m lang und 14,5 m breit, das Presbyterium maß 8,1 m in der Länge und 7,3 m in der Breite. Diese Kirche wurde im Jahr 1632 während des Dreißigjährigen Krieges von schwedischen Truppen in Brand gesetzt und durch ein Erdbeben im Jahr 1690 vollständig zerstört.
1692 erfolgte der Neubau der Kirche im Stil des Barock. Der Neue Bau hatte eine Länge von 33 m und eine Breite von 20,5 m und eine Höhe von 12 m. Der Turm wurde 41 m hoch. Da der Ort wuchs, plante man schon 1873 eine Erweiterung, die 1902 ausgeführt wurde. In 7 Monaten wurde die Kirche um 10 m nach Westen verlängert. Man errichtete eine Unterkirche, um den Niveauunterschied des Geländes auszugleichen.

## Architektur
An der Südseite des Chors erhebt sich der 41 Meter hohe Turm mit seinem oktogonalen Aufbau und seiner Zwiebelhaube. Die Kirche ist ein Saalbau, dessen Langhaus in sechs Joche gegliedert ist. Ein breiter Chorbogen öffnet sich zum eingezogenen, dreiseitig geschlossenen Chor.
Die Stichkappentonne ist mit feinem Stuck im Stil des Rokoko verziert. Die von Stuckrahmen umgebenen Fresken wurden 1915 von Jacques Dasbourg geschaffen.

## Gotische Fresken im Chor
In der Umrahmung des zentralen Chorfensters und an den Wänden des Chors haben sich Reste gotischer Fresken erhalten. In der Fensterumrahmung werden Bischöfe dargestellt, auf den anderen Fragmenten sind Köpfe zu erkennen.

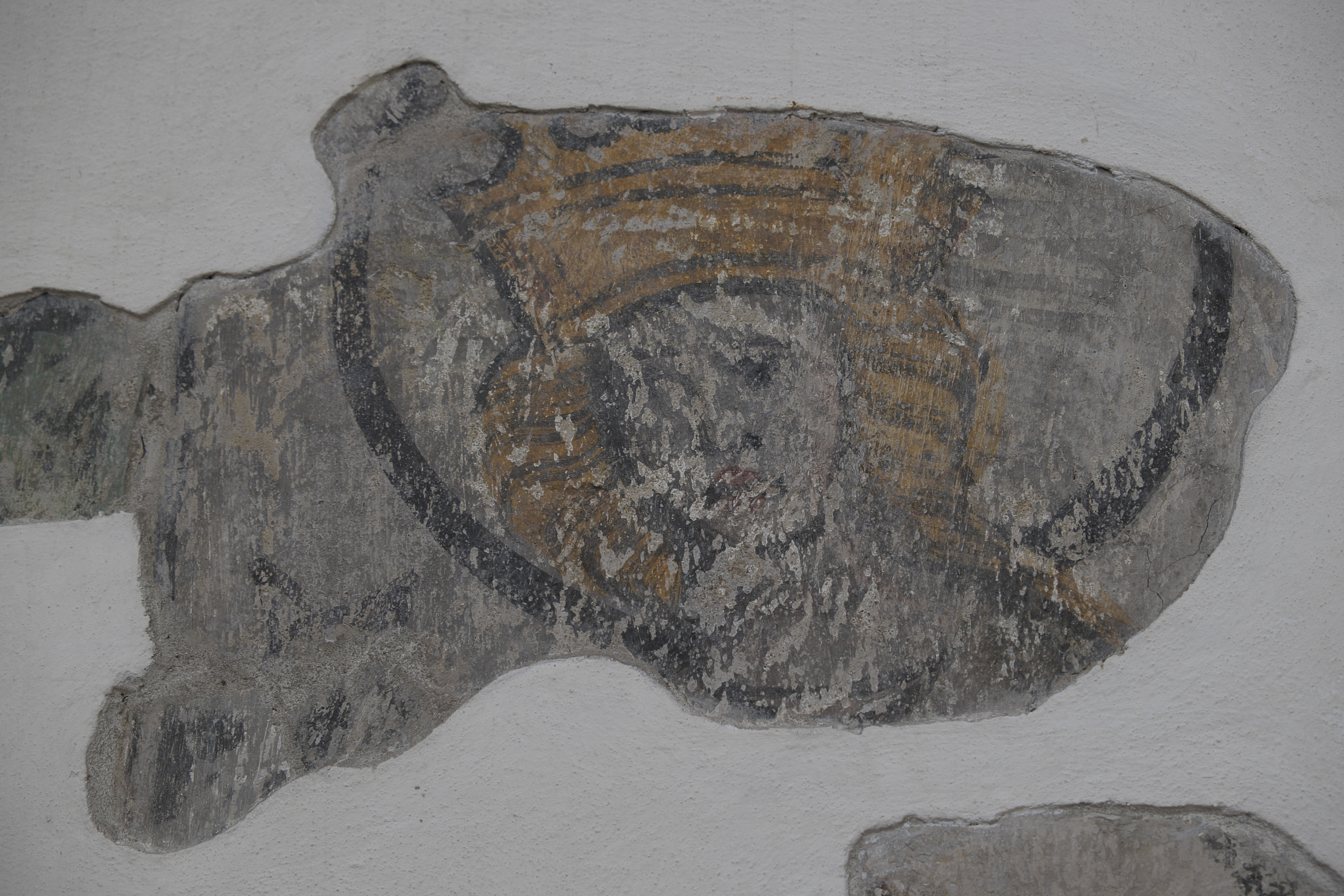
Fragment
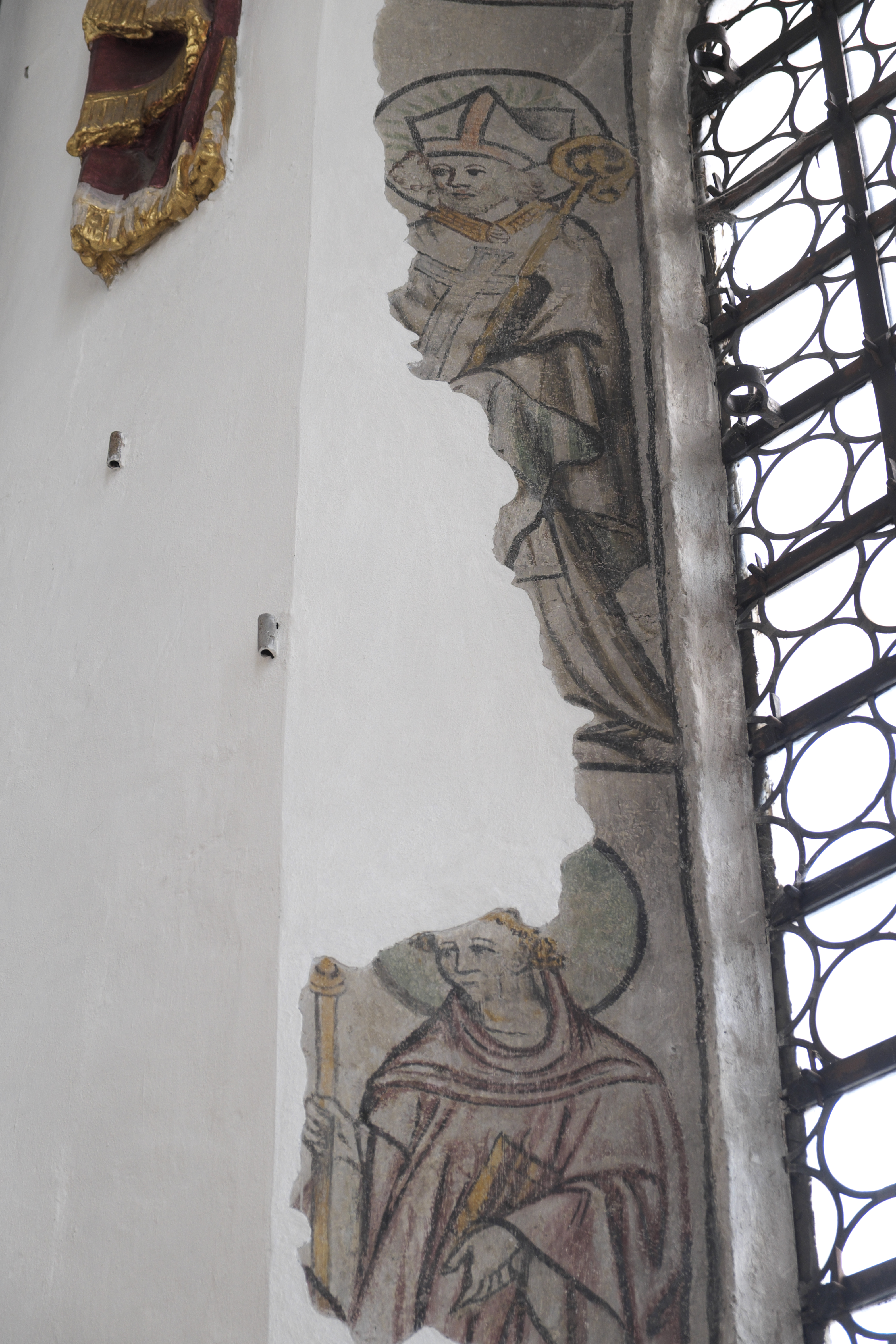
Bischöfe
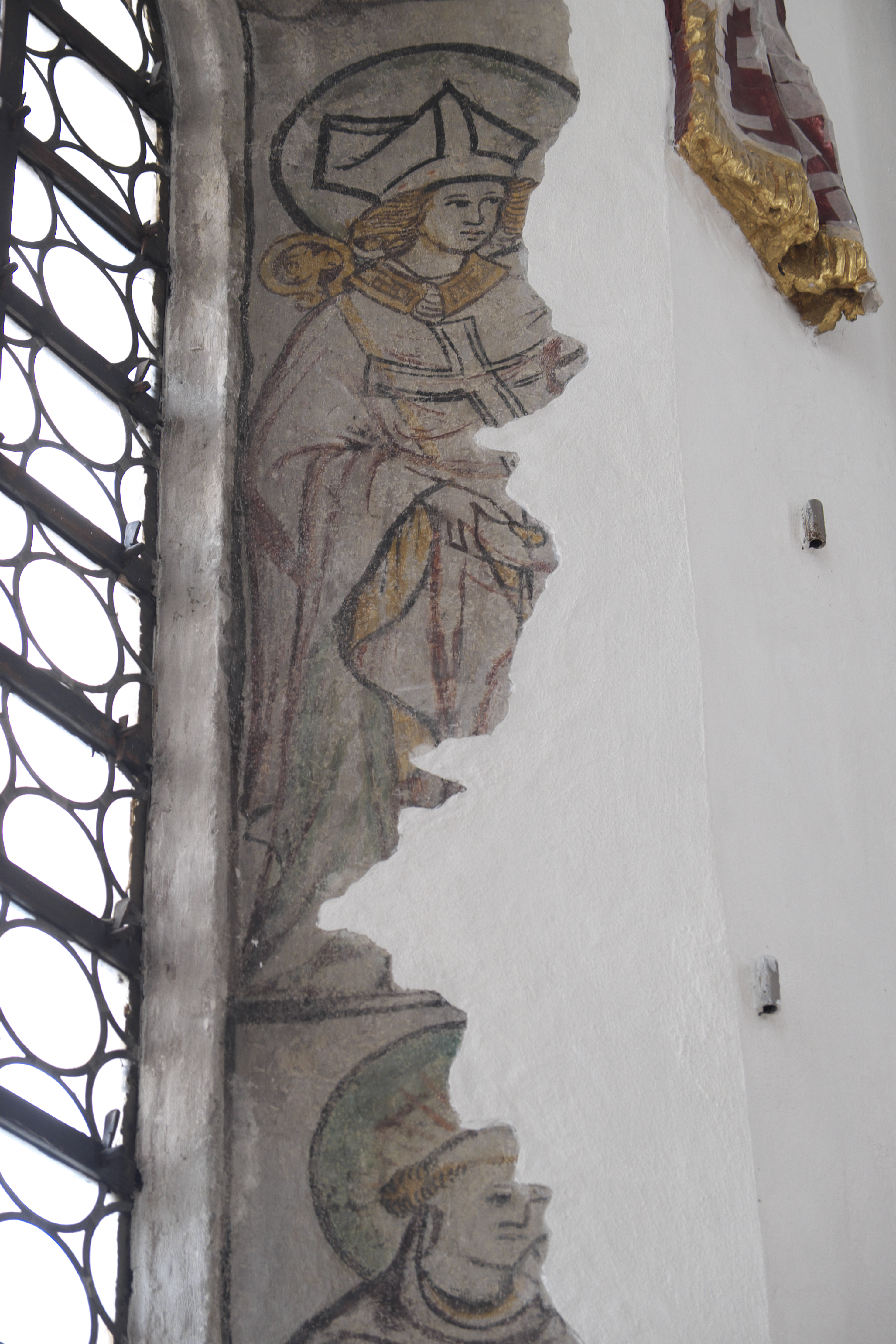
Bischöfe
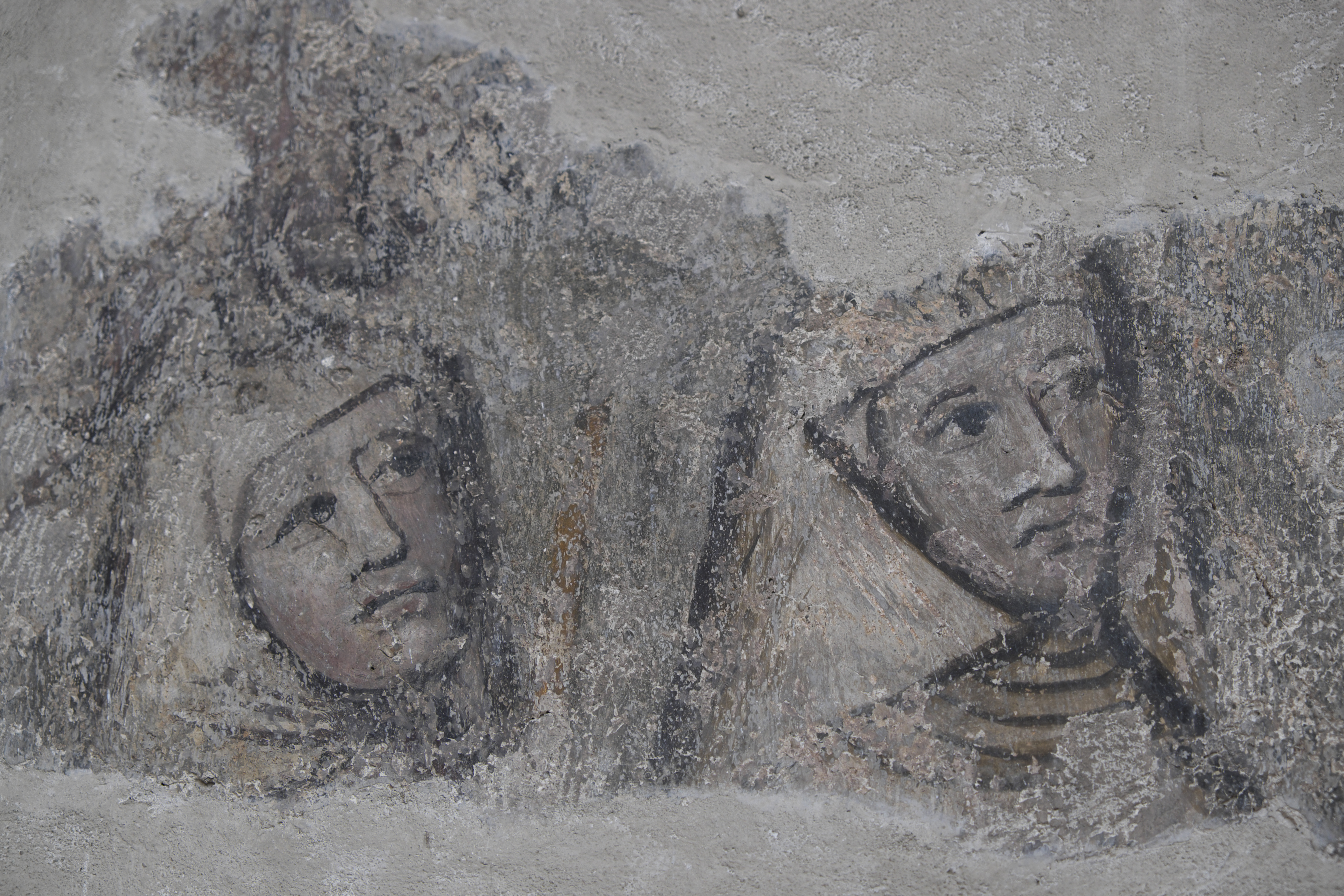
Fragment

## Ausstattung
- Der Säulenaufbau des Hochaltars stammt von 1775. Die Figuren des Johannes des Täufers, der Apostel Petrus und Paulus und des Kirchenvaters Hieronymus sind Arbeiten aus der Zeit um 1640. Die Figur des Kirchenpatrons wurde im 18. Jahrhundert geschaffen.
- Am Kanzelkorb sind die Evangelistensymbole (der geflügelte Mensch für Matthäus, der Löwe für Markus, der Stier für Lukas und der Adler für Johannes) dargestellt.
- In der Kirche werden zahlreiche Epitaphien aus dem 15. und 16. Jahrhundert aufbewahrt.
- Fünfstimmiges Bronzegeläute cis1 - e1 - fis1 - gis1 - c2 gegossen von Anton Gugg in Straubing (1949).

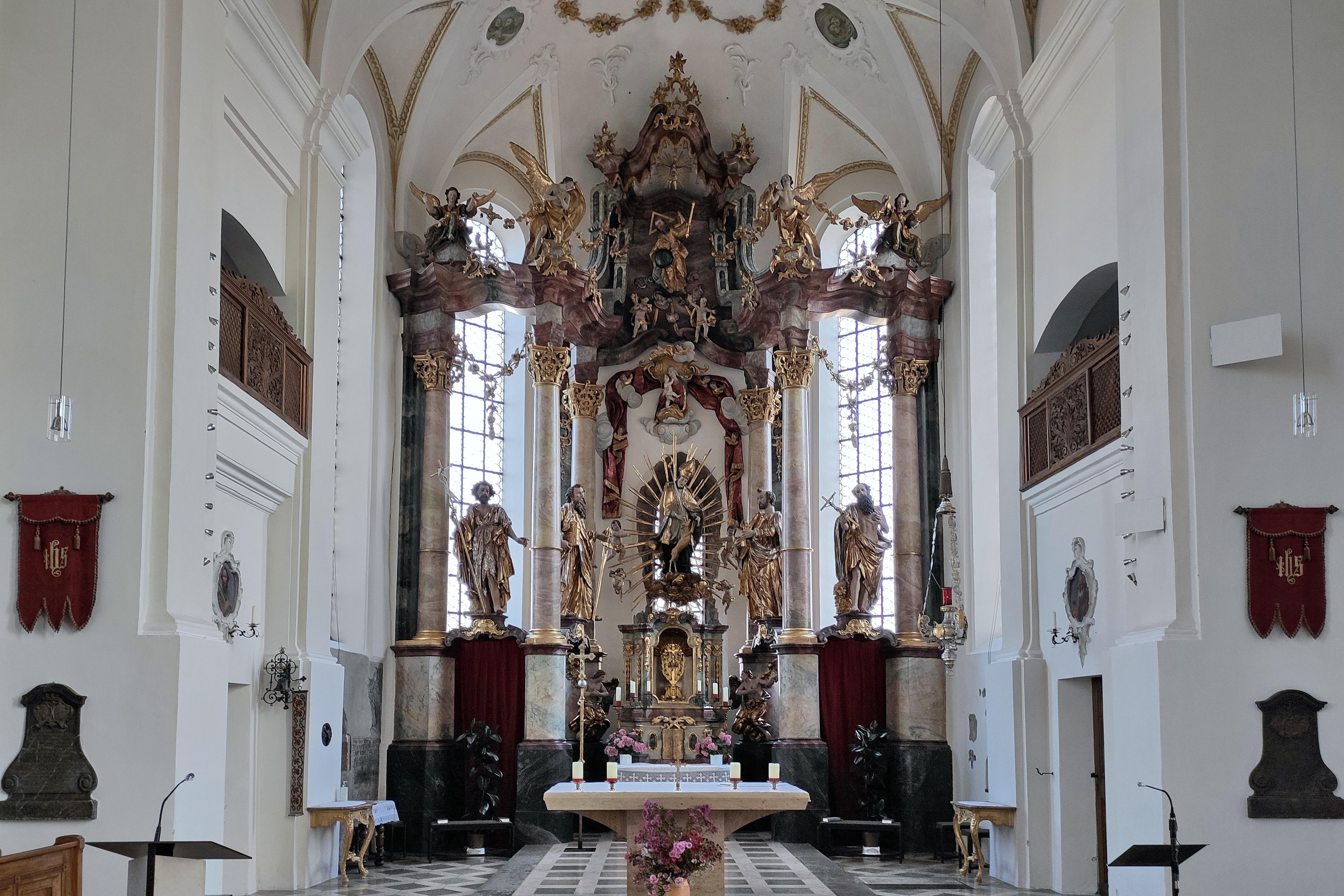
Hochaltar
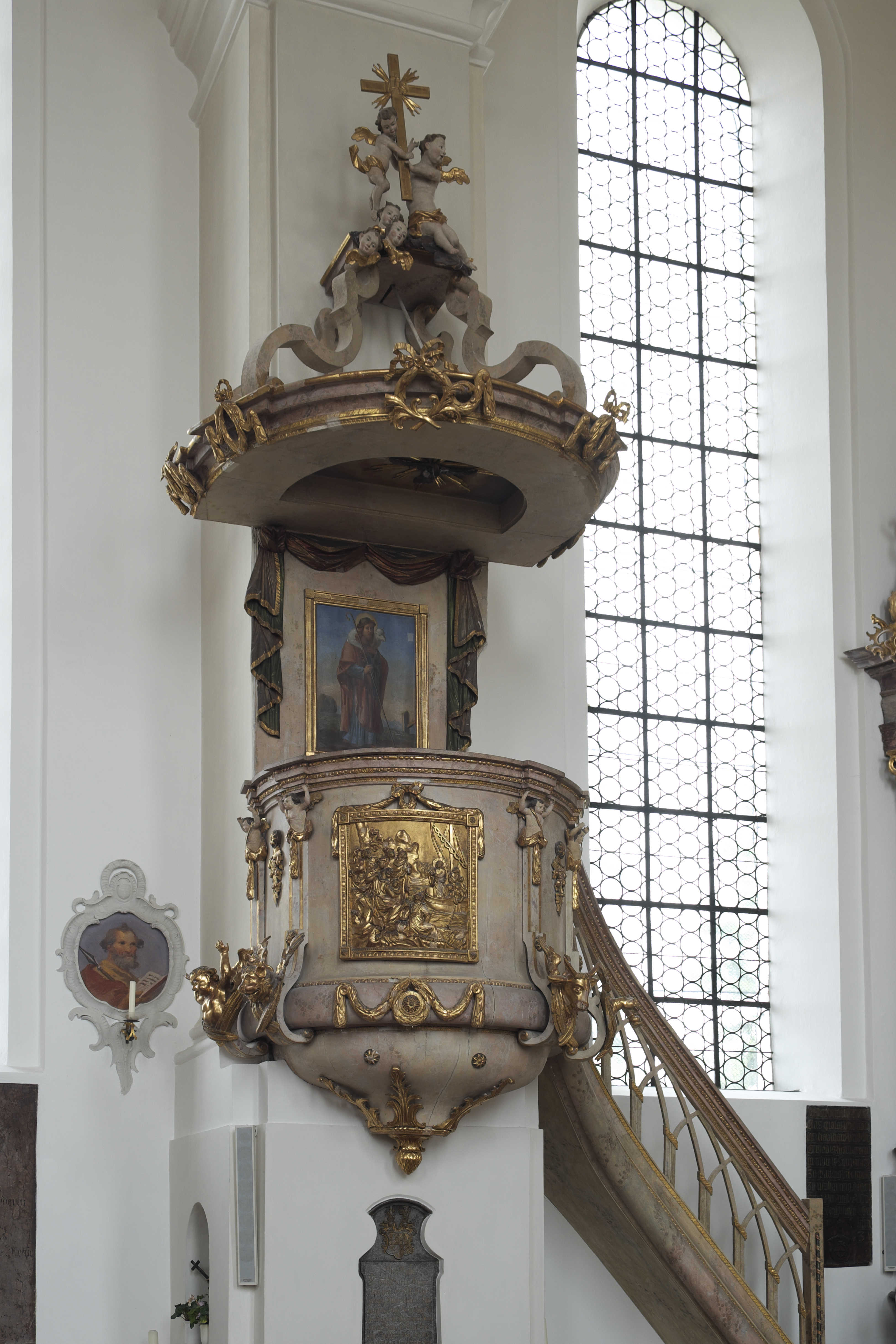
Kanzel

## Orgel

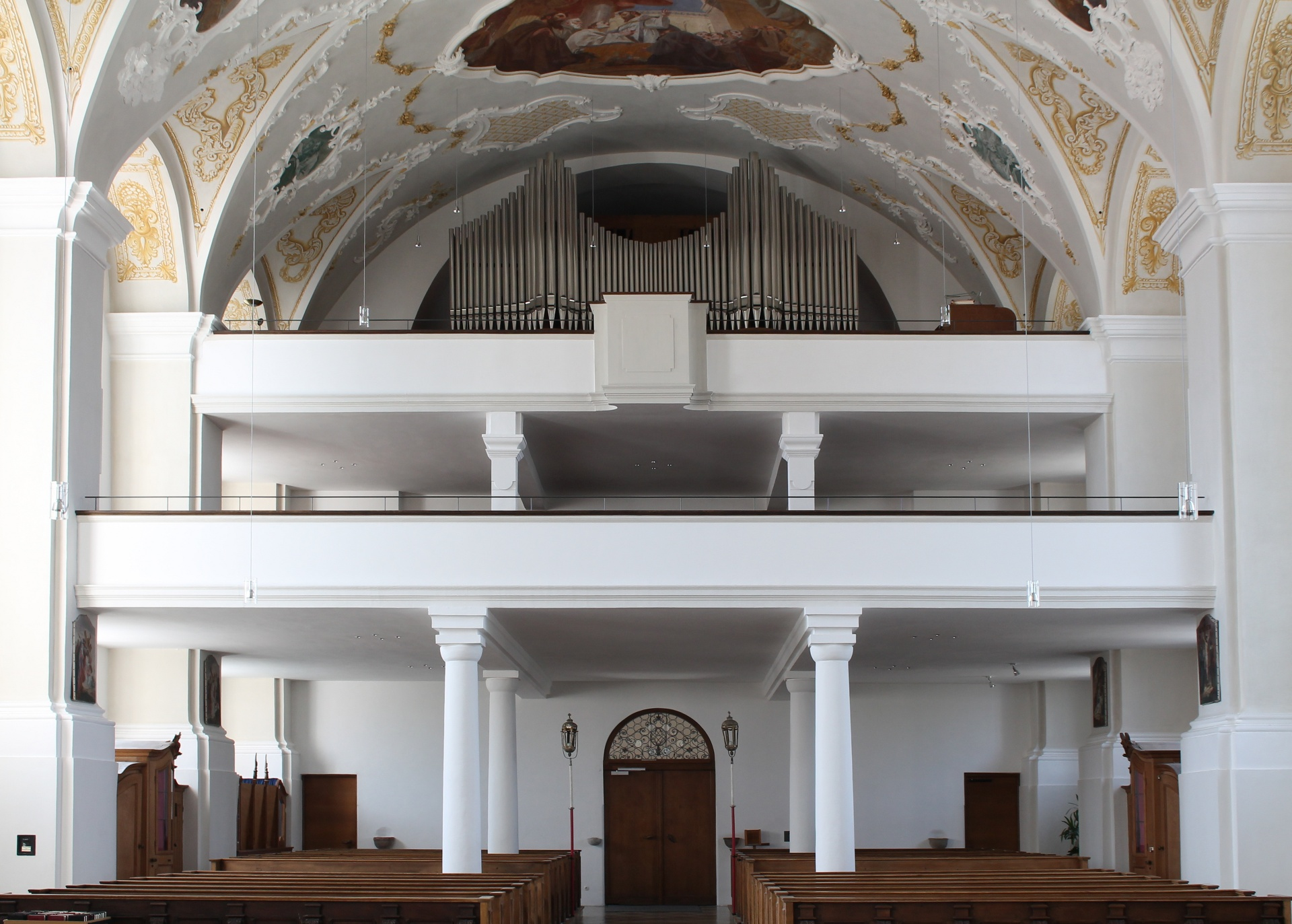
Orgel

Die Orgel der Pfarrkirche St. Ägidius wurde im Jahr 1935 von der Firma Willibald Siemann & Co. aus München erbaut. Das elektropneumatische Kegelladeninstrument umfasst insgesamt 33 klingende Register auf drei Manualen und Pedal. Die Disposition lautet wie folgt:
| I Manual C–a3 |            |       |
| 1.            | Bordun     | 16′   |
| 2.            | Prinzipal  | 8′    |
| 3.            | Hohlflöte  | 8′    |
| 4.            | Gamba      | 8′    |
| 5.            | Spitzflöte | 4′    |
| 6.            | Oktav      | 4′    |
| 7.            | Superoktav | 4′    |
| 8.            | Mixtur V   | 1 ⁄3′ |
| 9.            | Trompete   | 8′    |

| II Manual C–a3 |                 |       |
| 10.            | Geigenprinzipal | 8′    |
| 11.            | Amorosa         | 8′    |
| 12.            | Quintatön       | 8′    |
| 13.            | Fugara          | 4′    |
| 14.            | Sesquialter II  | 2 ⁄3′ |
| 15.            | Spitzflöte      | 2′    |
| 16.            | Klarinette      | 8′    |

| III Schwellwerk C–a3 |                  |       |
| 17.                  | Rohrgedackt      | 16′   |
| 18.                  | Salicional       | 8′    |
| 19.                  | Lieblich Gedackt | 8′    |
| 20.                  | Vox coelestis    | 8′    |
| 21.                  | Klein-Prinzipal  | 4′    |
| 22.                  | Echomixtur IV    | 2 ⁄3′ |
| 23.                  | Querflöte        | 2′    |
| 24.                  | Cymbel           | 1′    |
| 25.                  | Orchester-Oboe   | 8′    |
|                      | Tremulant        |       |

| Pedal C–f1 |                  |       |
| 26.        | Subbas           | 16′   |
| 27.        | Rohrgedacktbass  | 16′   |
| 28.        | Contrabass       | 16′   |
| 29.        | Gemshorn         | 8′    |
| 30.        | Oktavbass        | 8′    |
| 31.        | Choralbass       | 4′    |
| 32.        | Rauschpfeife III | 2 ⁄3′ |
| 33.        | Posaune          | 16′   |

- Koppeln: II/I, III/I, Super III/I, III/II, Super III/II, I/P, II/P, III/P
- Spielhilfen: Crescendotritt, Schwelltritt, 2 freie Kombinationen, Tutti, Crescendo ab, Zungen ab, Aut. Pedal ab